# Melanotus
Melanotus es un género de Coleópteros de la familia Elateridae. Es de distribución holártica, oriental, afrotropical y a través de Norteamérica. Miden entre 5,2 y 18 mm. Hay por lo menos 30 especies.

## Especies
- Melanotus americanus (Herbst, 1806)
- Melanotus brunniopacus Kishii, 1989
- Melanotus castanipes (Paykull, 1800)
- Melanotus clandestinus (Erichson, 1842)
- Melanotus communis E. Horak, 1977
- Melanotus communis-complex
- Melanotus corticinus (Say, 1823)
- Melanotus cribricollis Candeze, 1860
- Melanotus cribriventris Blatchley, 1910
- Melanotus decumanus (Erichson, 1842)
- Melanotus depressus (Melsheimer, 1844)
- Melanotus dichrous (Erichson, 1841)
- Melanotus dietrichi Quate, 1967
- Melanotus gradatus LeConte, 1866
- Melanotus hyslopi Van Zwaluwenburg, 1921
- Melanotus ignobilis Melsheimer, 1844
- Melanotus indistinctus Quate, 1967
- Melanotus insipiens (Say, 1825)
- Melanotus lanceatus Quate & Quate, 1967
- Melanotus lanei Quate, 1967
- Melanotus leonardi (LeConte, 1853)
- Melanotus longulus (LeConte, 1853)
- Melanotus morosus Candèze, 1860
- Melanotus opacicollis LeConte, 1866
- Melanotus parallelus Blatchley, 1920
- Melanotus pertinax (Say, 1839)
- Melanotus sagittarius (LeConte, 1853)
- Melanotus similis (Kirby, 1837)
- Melanotus spadix (Erichson, 1842)
- Melanotus taenicollis (LeConte, 1853)
- Melanotus tenax (Say, 1839)
- Melanotus testaceus (Melsheimer, 1846)
- Melanotus trapezoideus (LeConte, 1853)
- Melanotus verberans (LeConte, 1853)